# 绿莎坪站
绿莎坪站（：／ Noksapyeong yeok */?）副站名龍山區廳（용산구청），是首尔地铁6号线沿線的一座地下車站，位於韓國首爾特別市龍山區龍山洞4街。

## 車站構造
站體為1面2線曲線式設計島式月台的地下車站，候車月台設有月台幕門，並有4處出口。

### 月台配置
| 三角地 ↑ |
| 下 上 \| |
| ↓ 梨泰院 |

| 月台 | 路線           | 目的地                               |
| ---- | -------------- | ------------------------------------ |
| 上行 | ●首尔地铁6号线 | 三角地、合井、數碼媒體城、鷹岩方向   |
| 下行 | ●首尔地铁6号线 | 梨泰院、青丘、石溪、烽火山、新內方向 |

## 歷史
- 2000年12月15日：落成啟用。

## 車站周邊
- 龍山區廳
- 梨泰院1洞郵局
- YMC娛樂
- 梨泰院市場
- 菲律宾駐韓大使館
- 盤浦大橋
- 韓國國軍財政管理團（朝鲜语：국군재정관리단）
- 經理團路（朝鲜语：경리단길）商街
- 南山3号隧道
- 梨泰院地下隧道
- 解放村（朝鲜语：해방촌）

## 相片集

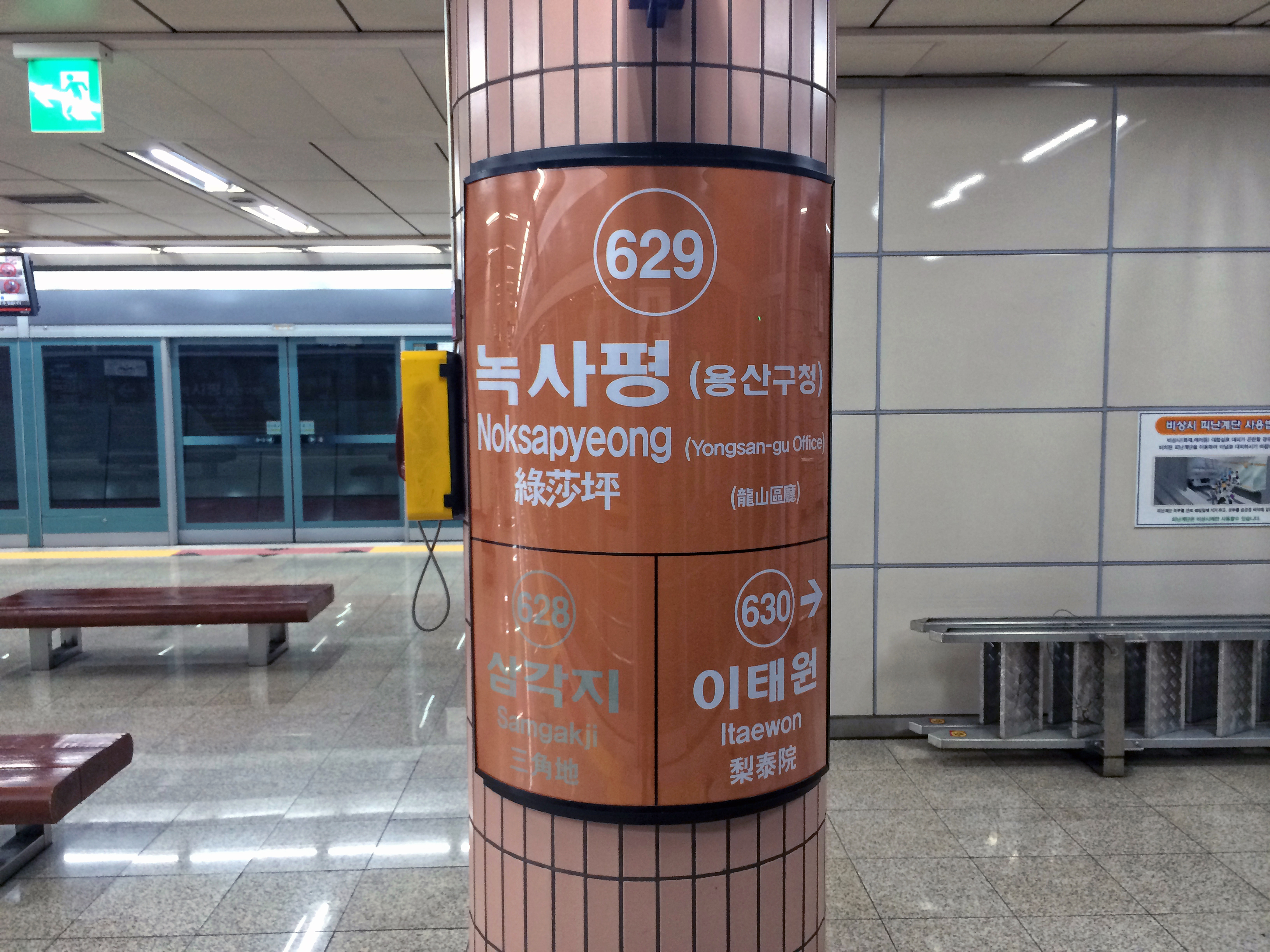
圓柱站牌
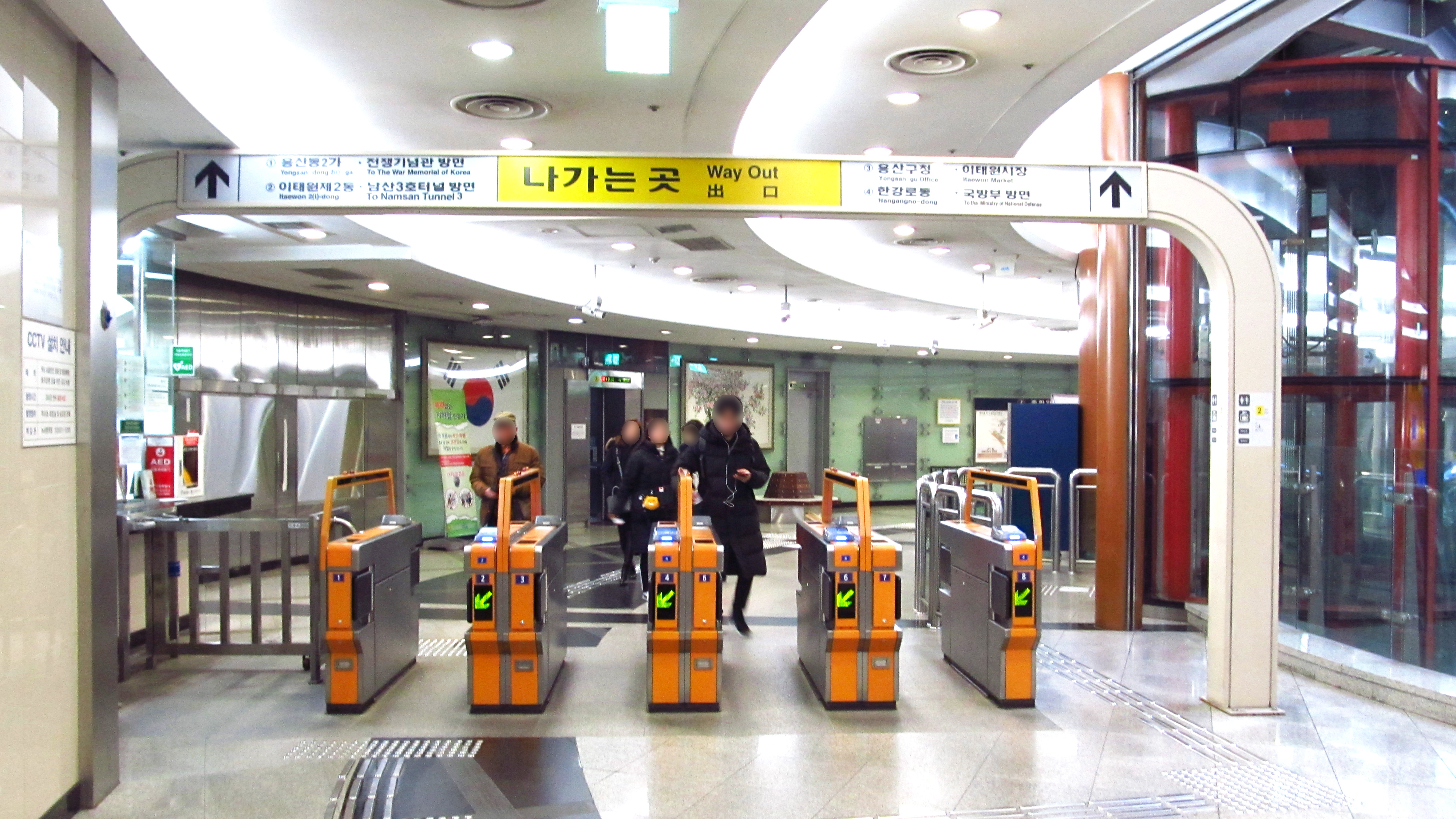
剪票閘口
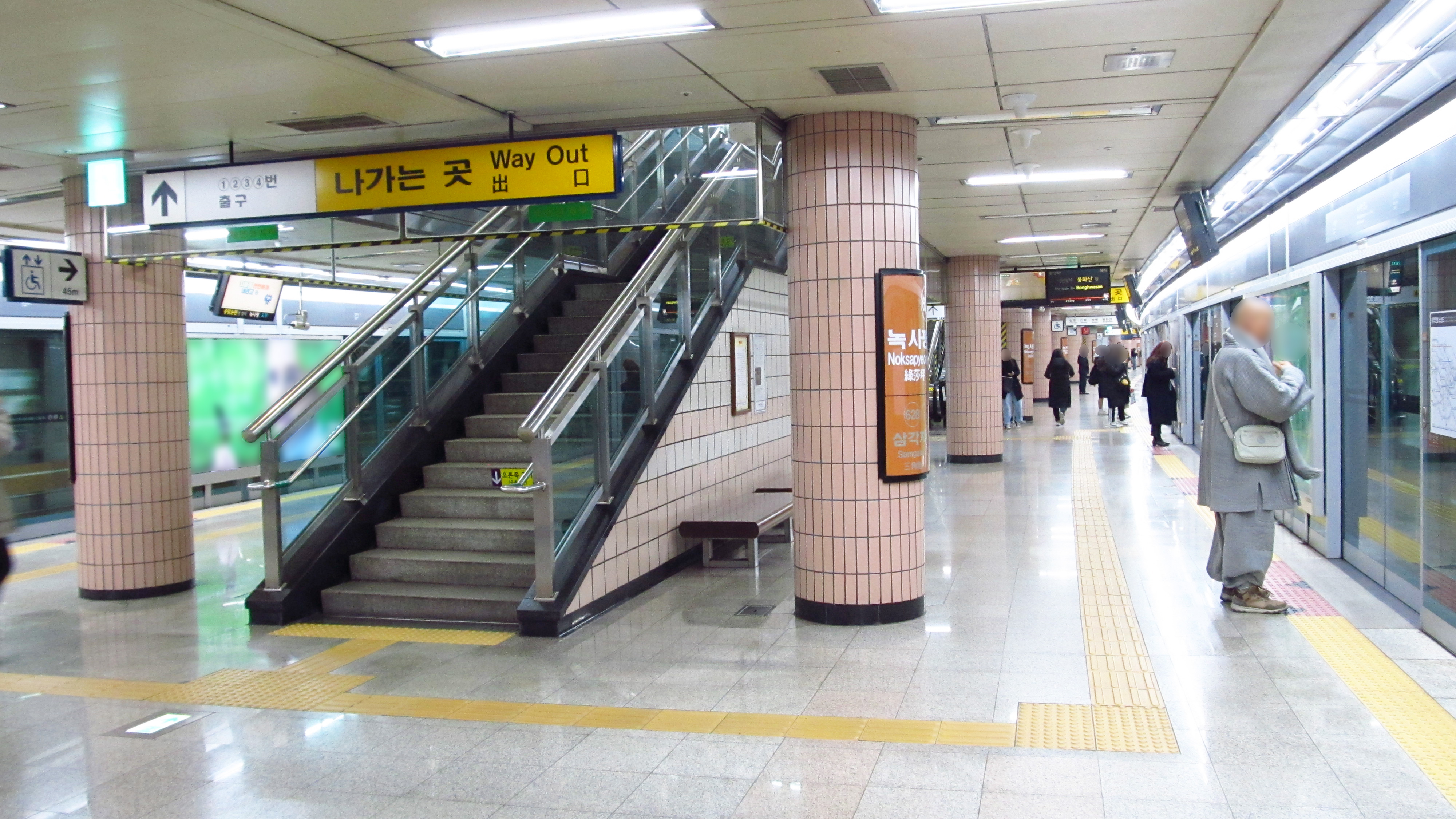
候車月台
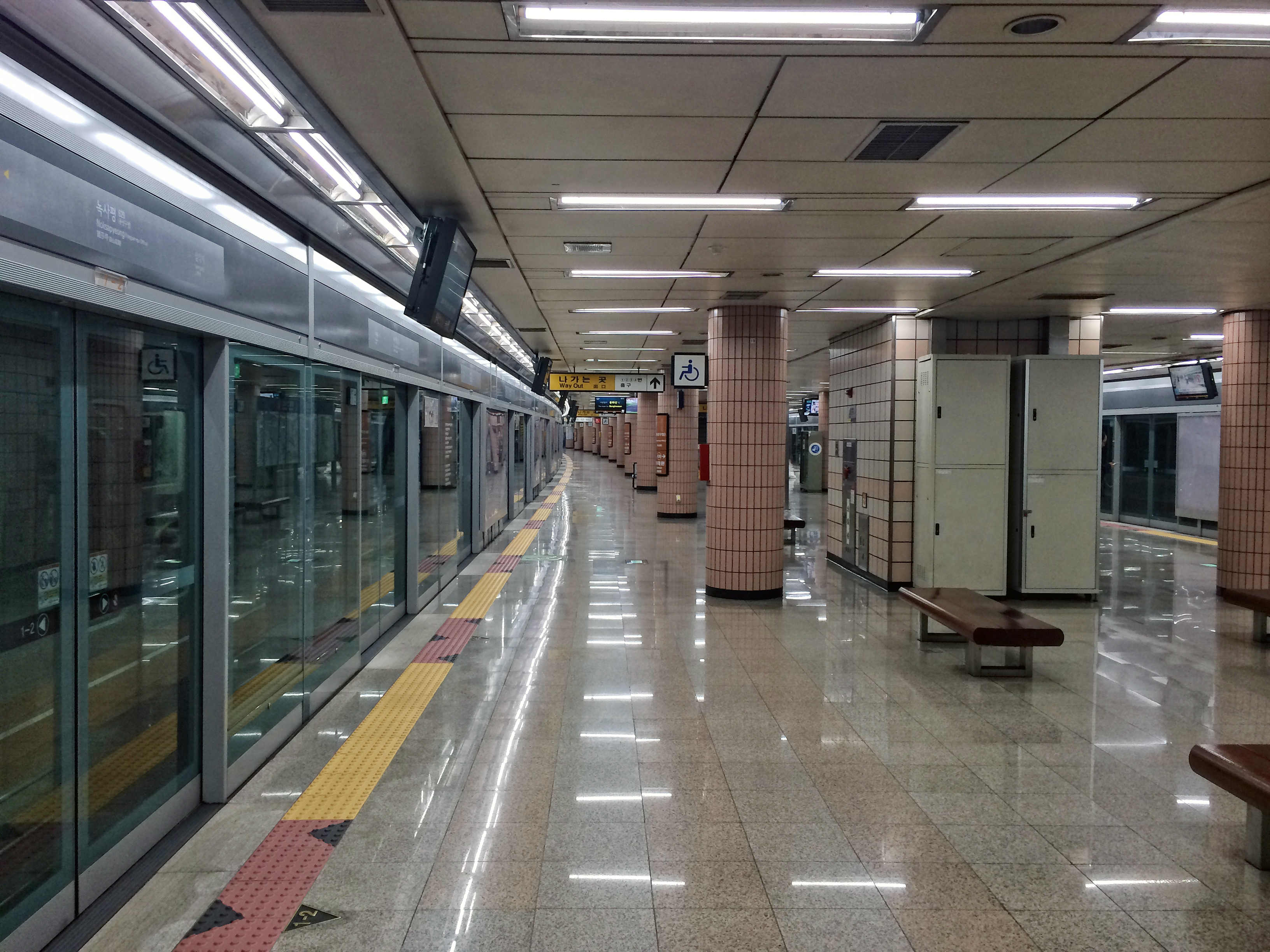
候車月台
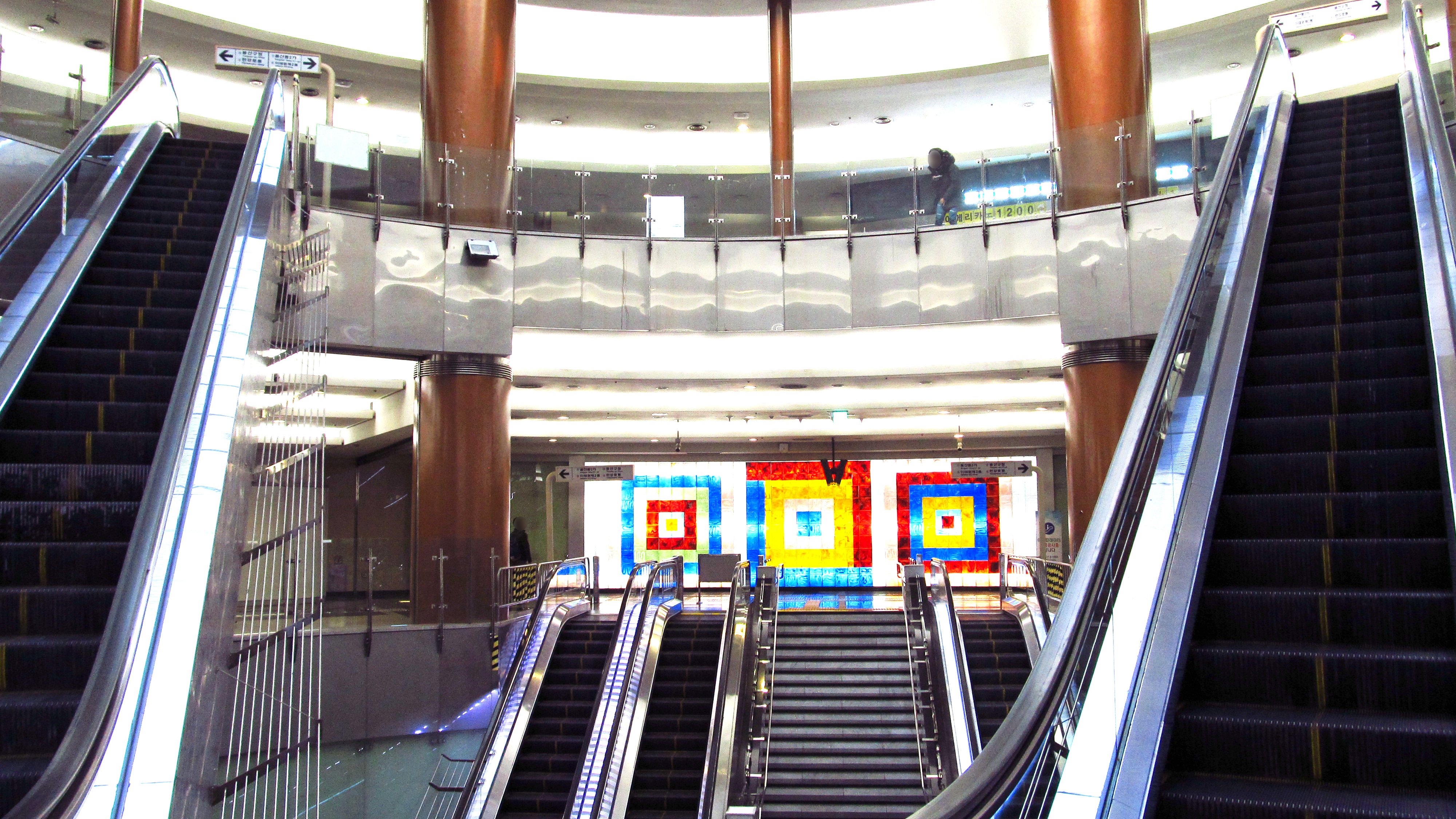
車站大廳
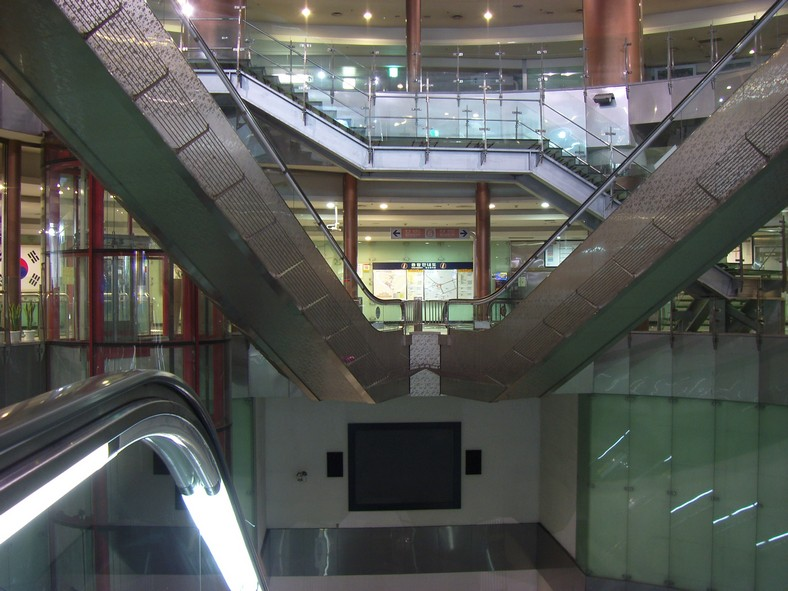
車站大廳
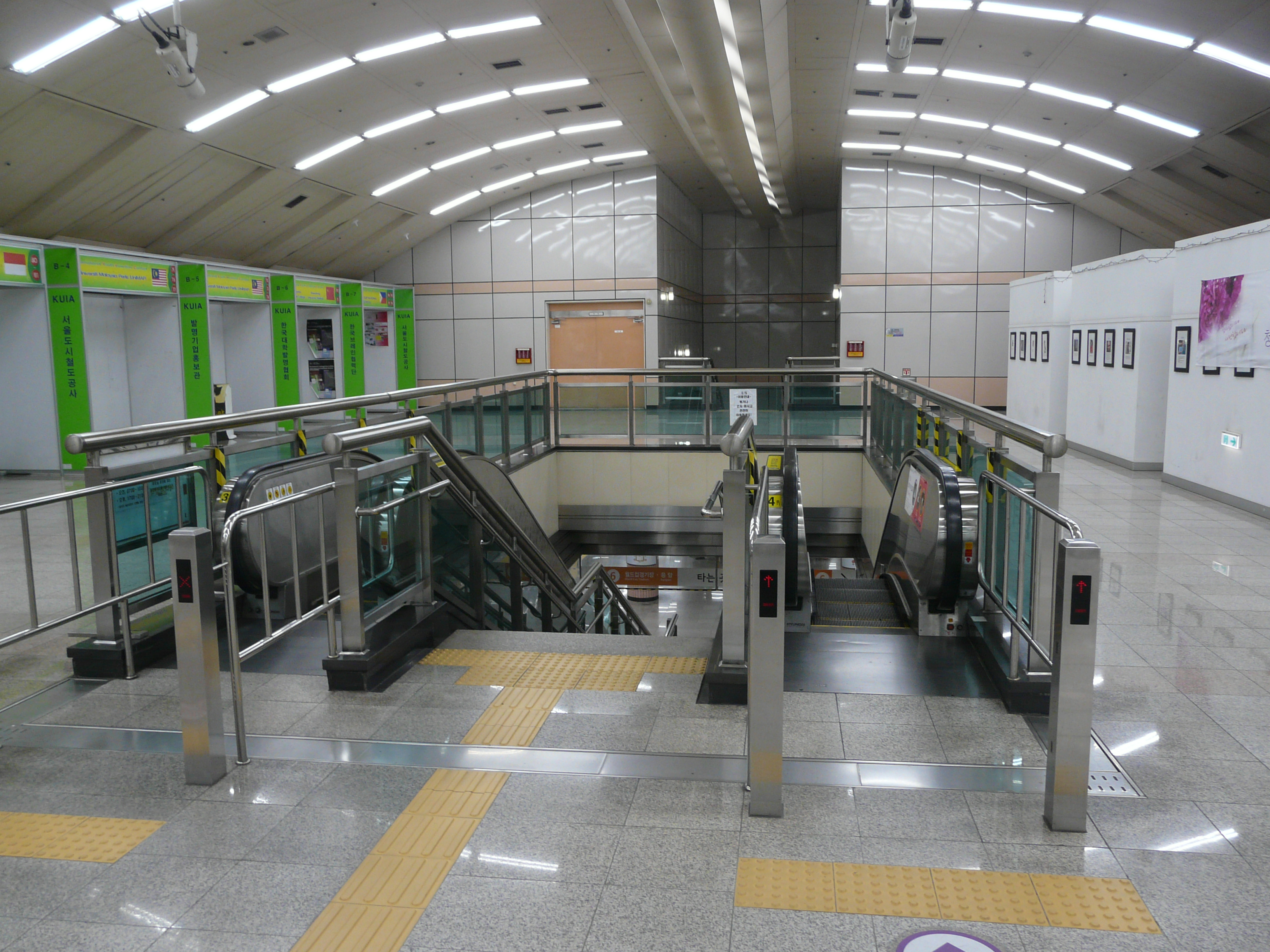
候車室
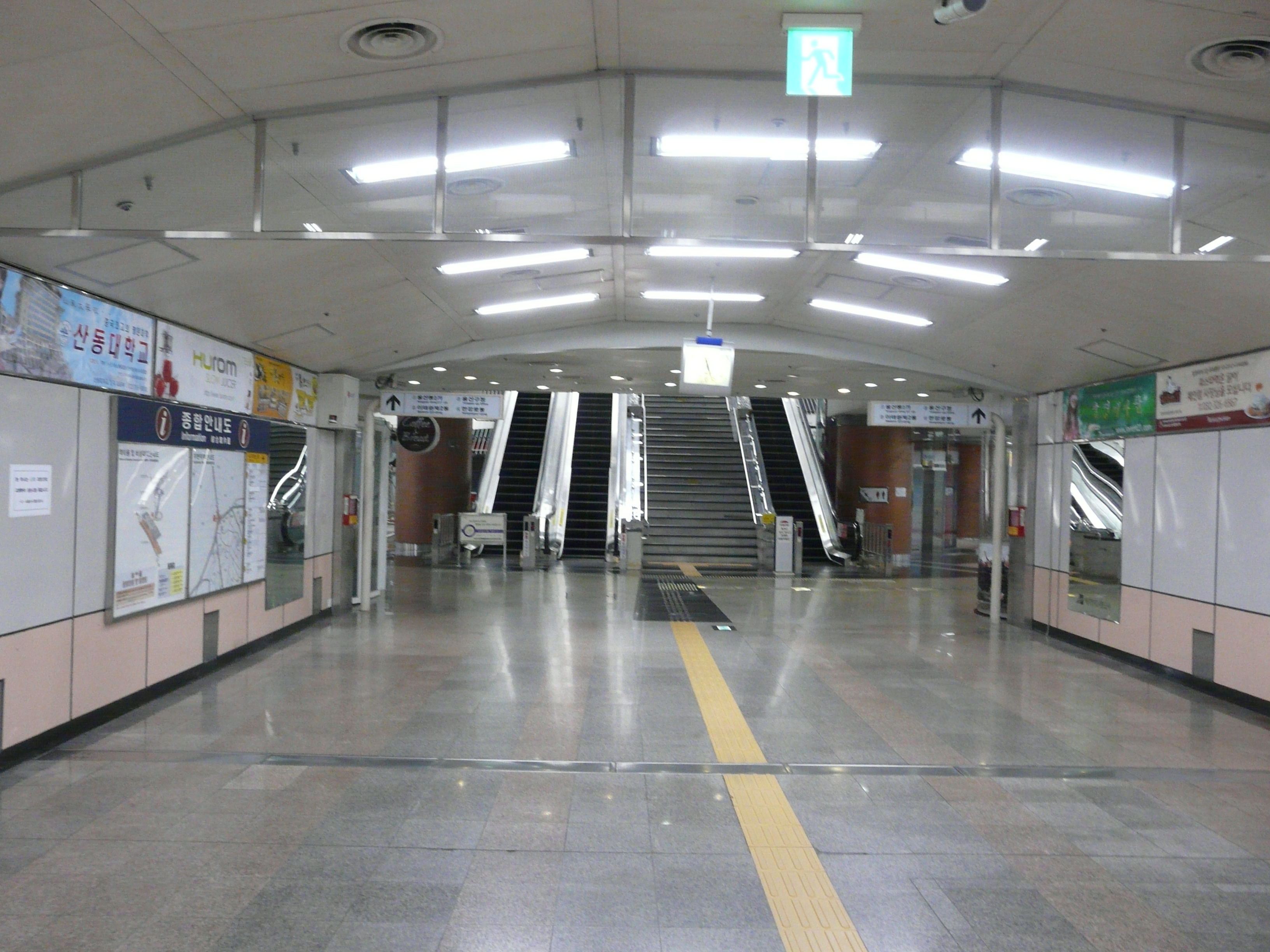
車站通道與電扶梯
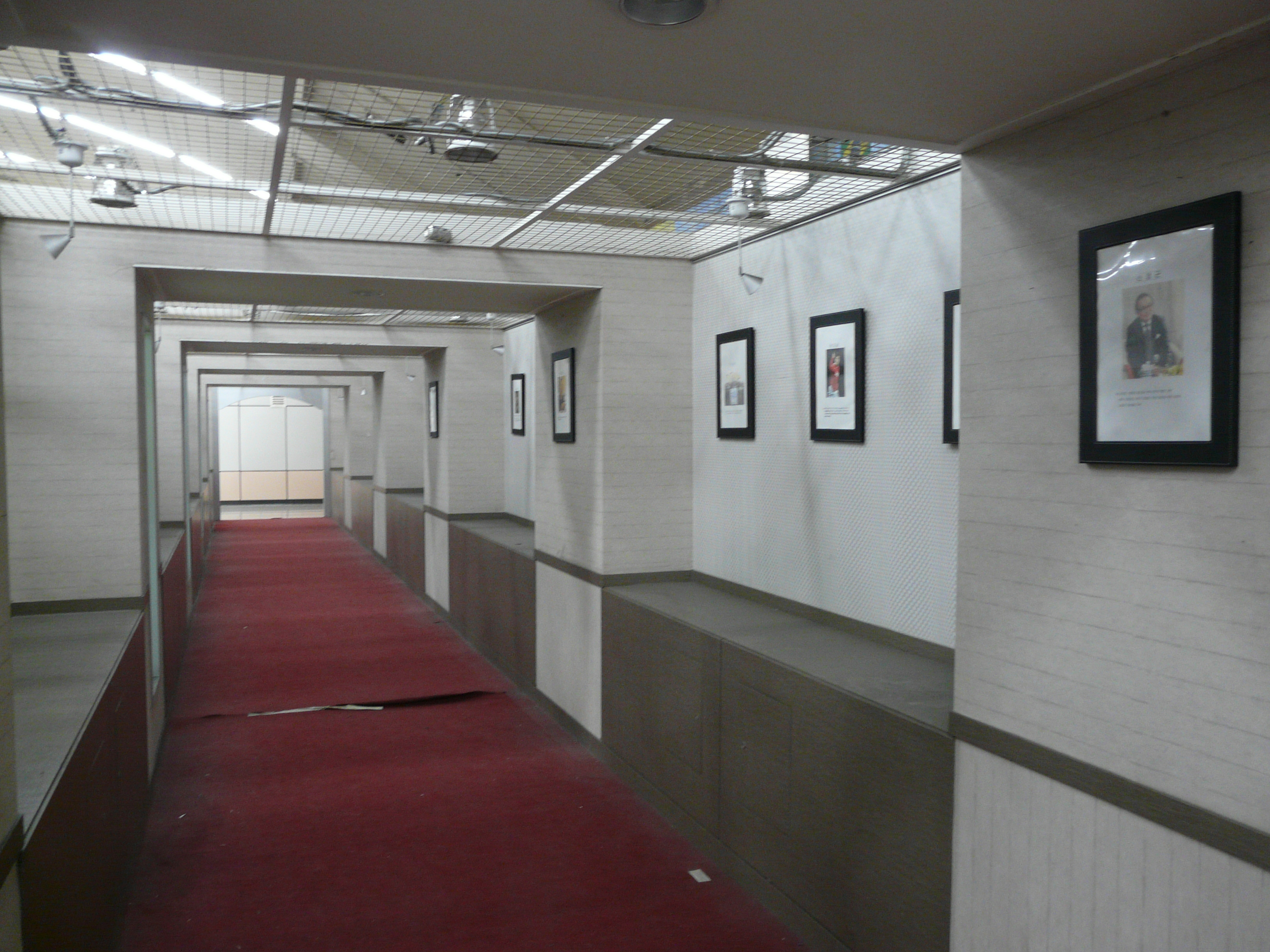
站內展示空間
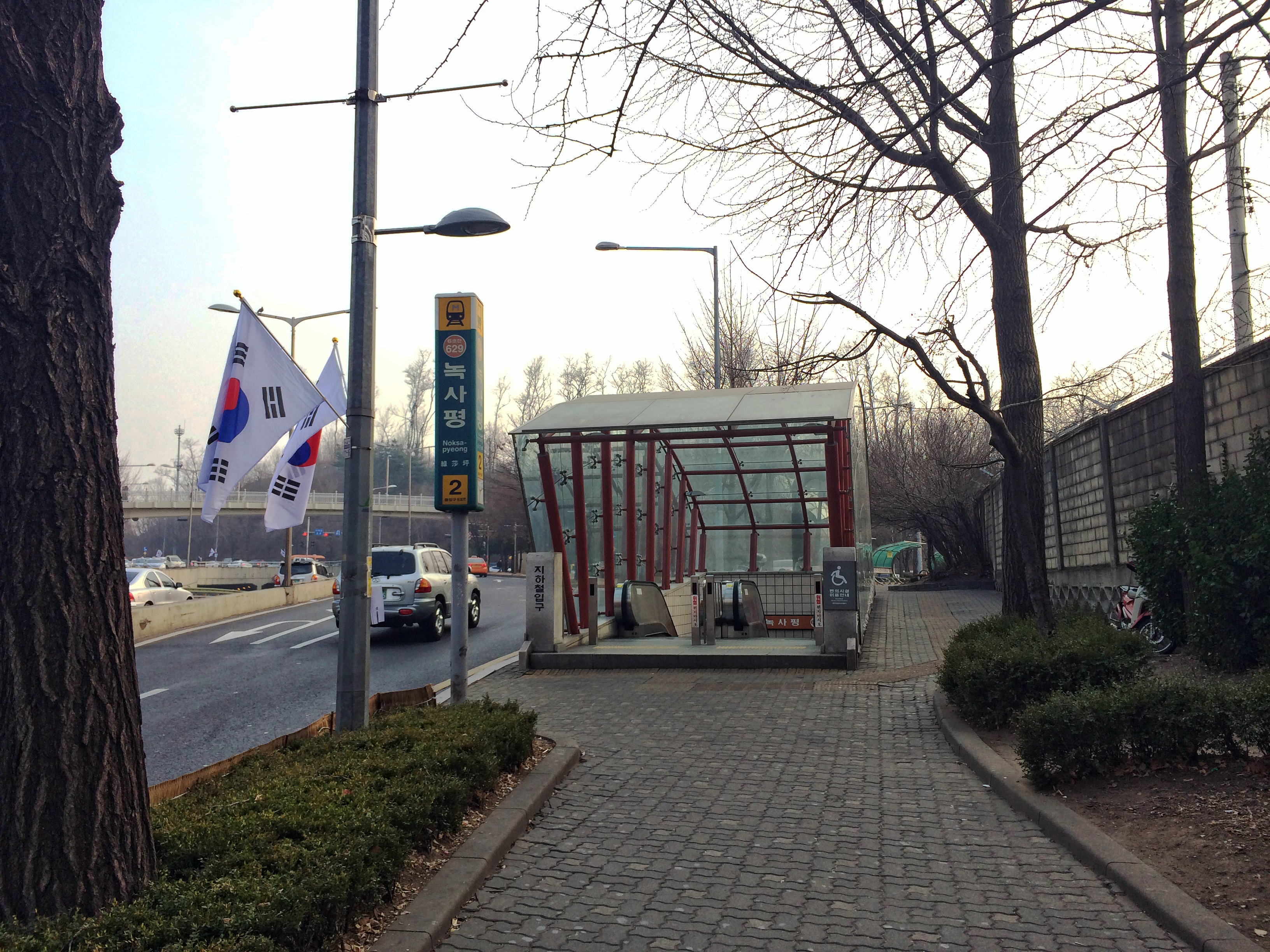
2號出口
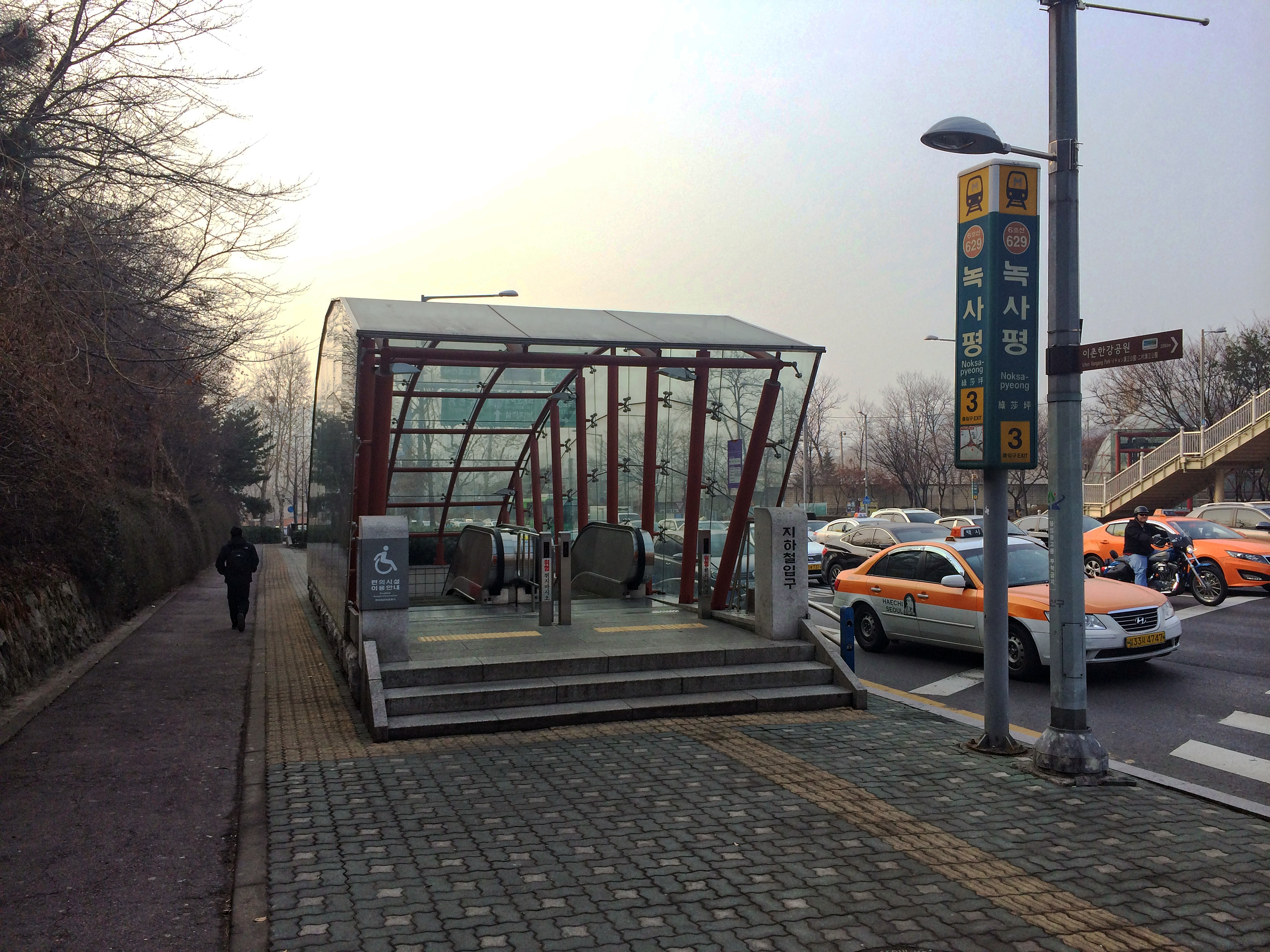
3號出口
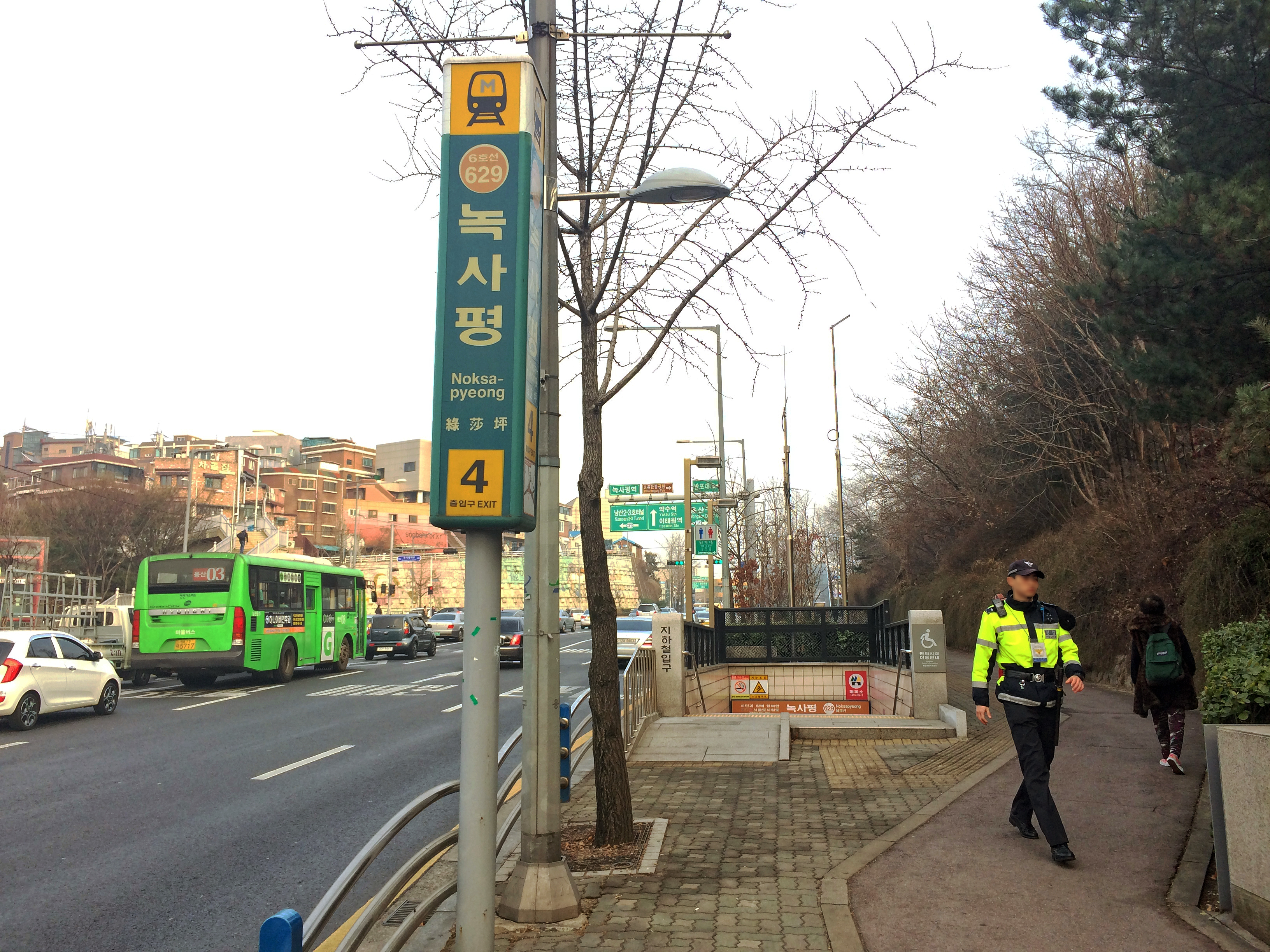
4號出口

## 相鄰車站
首爾交通公社
●首尔地铁6号线
三角地（628）－綠莎坪（629）－梨泰院（630）